# Абланица (Ловечская область)
Абланица (болг. Абланица) — село в Болгарии. Находится в Ловечской области, входит в общину Ловеч. Население составляет 164 человека.

## Политическая ситуация
Абланица подчиняется непосредственно общине и не имеет своего кмета.
Кмет (мэр) общины Ловеч — Минчо Стойков Казанджиев (Болгарская социалистическая партия (БСП)) по результатам выборов.